# 武蔵野市立第二中学校
武蔵野市立第二中学校（むさしのしりつ だいにちゅうがっこう）は、東京都武蔵野市桜堤一丁目にある公立中学校。略称は「武二中」。

## 概要
1949年（昭和24年）、2番目の市立中学校として開校した。武蔵野市西部を校区とする中学校である。
制服がないなどと校則がゆるく、自由な校風として知られている。
周辺に建設された団地や近年建設された大型マンションなどの影響で生徒数は武蔵野市内の公立学校で一二を争う大規模なものになってきた。

## 沿革
- 1949年4月 - 武蔵野市立第一中学校内に武蔵野市立第二中学校創設・開校。
- 1949年6月 - 校歌制定
- 1949年8月 - 新校舎（現在地）に移転
- 1953年 - 5月10日を開校記念日として制定
- 1968年 - 鉄筋コンクリート校舎竣工
- 1971年4月 - 校内に武蔵野市立第六中学校が仮開校（第六中学校は後に独立校地・校舎へ移転）
- 1972年 - 生徒会歌「仲間よ」作成
- 1977年 - 女子バスケットボール部が全国中学校バスケットボール大会にて準優勝
- 1979年 - 情緒障害学級（こぶし学級）開設
- 1985年 - 重層式体育館完成
- 1991年 - 東京都学校保健優良校として表彰
- 1993年 - コンピューター室等増築工事完了
- 2004年 - 校舎東棟内装工事完了
- 2006年 - 第二理科室改修工事完了、学習支援教室開講（土曜18回）
- 2008年 - 東校舎棟・西校舎棟耐震補強工事、A棟天井改修完了。学校給食開始
- 2017年 - 体育館天井改修
- 2019年 - 体育館空調設備設置

## 部活動
体育系
- 野球部
- サッカー部
- 女子ソフトボール部
- 陸上競技部
- 女子硬式テニス部
- 男子バスケットボール部
- 女子バスケットボール部
- 男子バレーボール部
- 女子バレーボール部
- 卓球部

文化系
- 吹奏楽部
- 創作部
- ギター部
- 美術部

## 学校の周辺施設
- 武蔵野市立桜野小学校
- 桜堤児童館
- 武蔵野プレイス(複合型図書館)

## 基本的な校区
- 武蔵野市立桜野小学校の校区（全域）
- 武蔵野市立境南小学校の校区（うち境南町三〜五丁目の区域）
- 武蔵野市立第二小学校の校区(一部)

## 交通アクセス
- JR中央線 武蔵境駅下車　小田急バス団地上水端行　団地中央下車　徒歩3分

## 出身者
- 林望（作家）
- 綿引勝彦（俳優）
- 下田大気（政治家）